# Deborah Wells
Pour les articles homonymes, voir Wells.
Deborah Wells, née le 25 novembre 1968 à Budapest, est une actrice pornographique hongroise.

## Biographie
Deborah Wells est avec Angelica Bella l'une des deux premières stars hongroises de la décennie des années 1990.  Elle débute dans l'érotisme à l'âge de vingt ans en posant nue pour l'édition allemande de Playboy et dans le cinéma pornographique quelques mois plus tard, découverte par le producteur Pierre Woodman (à l'époque simple photographe) qui la fait participer à une production Dorcel. Elle enchainera ensuite dans un film produit par Teresa Orlowski.
Elle exerce ce métier depuis 14 mois lorsque Pierre Woodman l'emmène à Marbella où elle rencontre Christophe Clark, dont elle tombe amoureuse. Christophe, pour elle, va aller s'installer à Budapest. Les deux comédiens resteront ensemble durant quatre années avant de se séparer en 1994. Entre-temps, elle aura passé deux ans aux États-Unis, tournant là-bas plusieurs dizaines de films mais refusant systématiquement certaines pratiques telles que la sodomie. Elle en deviendra une adepte lors de son retour dans la profession, lorsqu'après avoir cessé de tourner fin 1995, elle revint sur le devant de la scène en 1998 sous la direction de Silvio Bandinelli pour quelques films. Nommée aux Hot d'Or en 1999, elle met définitivement fin à sa carrière fin 1999.
Son film le plus abouti reste La Vénus bleue où elle pastiche le rôle de Marlène Dietrich dans L'Ange bleu. Dans ce film, un professeur est prêt à tout pour l'infidèle Deborah Wells qui, aux côtés notamment d'Élodie Chérie et de Julia Chanel, multiplie les infidélités. Sa prestation anale la plus réussie et une des rares de sa carrière est dans Nirvanal.

## Filmographie sélective
- Hot Cherry Pies 3 (2006)
- Sex Down & Dirty (2001)
- Scandale (1999)
- The Aphrodisiac (1999)
- Entre femmes (1999)
- Nirvanal (1998), Silvio Bandinelli
- Les Visiteuses (1994), Alain Payet
- Dracula (1994), Mario Salieri
- La Venus bleue (1993), Michel Ricaud
- Tickled Pink (1993)
- Hungarian Connection (1992)
- Rêves de cuir (1991), Francis Leroi

## Voir également
Actrice hongroise active durant la même période :
- Angelica Bella